# اچ‌ام‌اس ترونسر (دی۸۵)
اچ‌ام‌اس ترونسر (دی۸۵) (به انگلیسی: HMS Trouncer (D85)) یک کشتی بود که طول آن ۴۹۵ فوت ۸ اینچ (۱۵۱٫۰۸ متر) بود. این کشتی در سال ۱۹۴۳ ساخته شد.